# София Прайд
София прайд е името на ежегодното шествие за равни права на нехетеросексуалните и трансполови хора в България, чиито участници призовават към обществено приемане и равни права за хомо, би и транссексуалните хора в България. Парадът се провежда ежегодно в София, през месец юни, от 2007 г. насам.

## История

### Първи шествия
Върху хомосексуалността в България понастоящем липсва пространно историческо изследване и сериозни документални данни. В спомени на различни личности обаче се посочва, че в началото на 60-те години в София част от артистите на оперетата, известни с хомосексуалността си, организират шествие, тръгнало от Централната минерална баня и стигнало до Горна баня. Участниците били преоблечени с рокли и перуки, а в хода на шествието отправяли провокативни шеги към околните. Тази проява не останала незабелязана от Държавна сигурност, които скоро след това организирали четири групови съдебни процеса – през 1961, 1964, 1974 и 1981 г. – срещу широк кръг български културни дейци, чиято хомосексуалност била публична тайна.
Първото документирано публично събиране на нехетеросексуални хора в България е на 17 май 2005 г. по повод Международния ден за борба с хомофобията. Шествието е организирано в София от неправителствената организация БГО Джемини, участие вземат около 500 души и носи името „Поход ЗА равноправие“.

### Първи София Прайд
Първият официален София Прайд се провежда на 28 юни 2008 г. под надслов „Аз и моето семейство“. Датата е избрана в памет на историческите събития в Стоунуол, Ню Йорк, започнали на 28 юни 1969. Първият София Прайд в България официално е подкрепен от редица чуждестранни посолства в страната.
От съображения за сигурност, маршрутът на шествието е кратък, а настоятелните заплахи от крайно-десни националистически групировки довеждат до неголяма посещаемост. Засилените мерки, взети за безопасността на участниците, не са напразни – прайдът бива нападнат от няколкостотин скинари, неонацисти и националисти, които успяват да хвърлят по участниците коктейл Молотов. Българската полиция арестува 88 души, сред които лидерът на БНС Боян Расате.
Въпреки проблемите, събитието влиза в историята като първото значимо открито заявяване на ЛГБТ общността в България.

### Втори София Прайд
Второто шествие, проведено на 27 юни 2009, е наречено „Rainbow Friendship“ (на български: Приятелство под дъгата). Над 300 души преминават по бул. Васил Левски със знамена и балони. Инциденти и сериозни провокации няма.
Вторият София Прийд официално е подкрепен от българската политическа партия Зелените.

### Трети София Прайд
Третият София Прайд, проведен на 26 юни 2010 е най-успешният към онзи момент Прайд в България, с над 700 участници. Шествието преминава под надслов „Обичай равенството, прегърни многообразието.“ За първи път парламентарно предствена българска политическа партия подкрепя София Прайд. Това са Демократи за силна България (ДСБ). По повод третия София Прайд Националното ръководство на партията изпраща до организаторите следното писмо:
| „ | Уважаеми организатори на София Прайд 2010, По повод провеждането на третия Софийски гей парад, посветен на годишнината от събитията от 27 юни 1969 г., бих искал да изразя уважението си към вашето действие и подкрепата си за смелостта и волята да отстоявате правата си. | “ |

Политическа подкрепа е заявена и от извънпарламентарните Зелени, и Българската социалистическа младеж. Гост на парада е британският евродепутат Майкъл Кешман.

### Четвърти София Прайд
Четвъртият български ЛГБТ парад се провежда на 18 юни 2011 в София. Началната точка отново е Мостът на влюбените.
На 20 май 2011, Георги Кадиев, общински съветник от БСП, внася в Столичния общински съвет доклад и проекторешение в подкрепа на писмо с вх. № 6201 – 67/12.05.11, с което координаторите на фестивалното шествие София прайд 2011 г-ца Аксиния Генчева и г-ца Магдалина Генова канят Столична община за съорганизатор на четвъртия гей-парад.
Кметът на София Йорданка Фандъкова и Столичният общински съвет не изказват официално становище по внесеното предложение.
По данни на организаторите участие в шествието вземат над 1200 души. Според други оценки, те са около 300. Преди началото на шествието кандидатът за кмет на София и общински съветник от БСП Георги Кадиев, отива заедно със съпругата си Соня на Моста на влюбените, в знак на солидарност с участниците. Въпреки демонстрираната либералност, по-късно през същия ден Кадиев заявява, че е против гей браковете и осиновяването на деца от хомосексуални двойки, както и че „предпочита нормалните семейства“.
Лили Иванова приветства участниците в София прайд 2011 с думите:
| „ | Както не можем да изберем външността си, така и не можем да променим това, което харесваме и обичаме отвътре. Но най-важното е това отвътре да бъде свободно! Към всички, които приемат себе си за различни в обществото. | “ |

### Пети София Прайд
Петият юбилеен „София Прайд“ е проведен от 16 до 19 часа на 30 юни 2012 г. около Паметника на Съветската армия и е предхождан от едноседмична културна програма, включваща „София Прайд Арт седмица“ и „София Прайд Филм фест“. Събитието се осъществява с подкрепата на дипломатическите мисии на Аржентина, Австрия, Белгия, Великобритания, Дания, Германия, Финландия, Франция, Нидерландия, Норвегия, Сърбия и САЩ. Според организаторите в прайда участват над 1500 души. Според техните опоненти от БНС, участниците в петия гей-парад са около 400. Включва се депутатът от XLI народно събрание Петър Курумбашев (избран в София с листата на Коалиция за България), а Кристина Димитрова, член на националния съвет на ПП „Зелените“ произнася приветствена реч. Мария Илиева, Софи Маринова, Орлин Павлов, Поли Генова, Цветелина Чендова и групата „Voice of Boys“ пеят безвъзмездно, в подкрепа на събитието и ЛГБТ-хората в България. В шествието се включват посланикът на САЩ в България Н. П. Джеймс Уорлик и посланикът на Великобритания Н. П. Джонатан Алън.
Месец преди събитието ставрофорен свещеноиконом Евгений Янакиев от православния храм „Свети Димитър“ в Сливен заявява, че „цялото ни общество трябва да се противопостави по всякакъв начин срещу гей парада, който се готви. За това призовавам днес всеки, който се счита християнин и българин. Замерването с камъни е удачен вариант.“ Светият синод на БПЦ излиза със специално обръщение, в което „умоляват родители, учители и възпитатели да не допускат своите чеда и възпитаници да участват, нито да стават свидетели на тази вредна демонстрация“. В деня на петия гей-прайд от 11 ч сутринта български националисти провеждат контрашествие срещу гей-парада, под надслов „Стига вече чужд диктат – не желаем гей-парад“. В него се включват около 300 души. Отправната точка е НДК, където държат речи Ангел Джамбазки от ВМРО - Българско национално движение, Адриан Асенов от Атака, Симеон Костадинов и Пламен Димитров от БНС. След речите по бул. „Витоша“ тръгва шествие, под звуците на български патриотични песни. То е водено от три млади двойки, облечени като младоженци, символизиращи традиционния свещен брачен съюз между мъжа и жената. Редом до тях върви православен свещеник. Участниците скандират: „Българио, събуди се!“, „Свободен, социален, национален!“, „За България – свобода или смърт!“ и издигат плакати „Още един Содом ли искате?“, „Който иска гейове – да ги вземе в държавата си“. Крайната точка на националистическото шествие е църквата „Св. Неделя“. На протест срещу хомосексуализма излизат и националисти в Стара Загора. Те определят петия гей-прайд като „хомотероризъм“ и „извращение“.
На петия гей-прайд, както и при всички останали шествия, за пореден път е осъществено хомофобско нападение от омраза.

### Шести гей парад
Макар че първоначално определената дата за провеждане на шестия гей-парад „София Прайд 2013“ е 22 юни, на 20 юни организаторите оповестяват, че го отлагат от съображения за сигурност. БПЦ излиза с позиция против шествието. БХК изпраща отворено писмо до българските медии, в което изказва протест срещу отлагането на прайда и напуска организационния комитет. Според организацията „отлагането на София Прайд 2013, без да се прави нищо за ограничаване на хомофобското контрашествие, организирано от „Български национален съюз“ и подобните му прояви, затвърждава политиката на омраза в България“.

### Осми гей парад
В осмото шествие се включват над 1500 души. Няма инциденти. Главната цел на прайда е спирането на насилието над ЛГБТИ ученици.

### Девети гей парад
Провежда се на 18 юни 2016 г. Рекорден брой хора се включват в шествието – над 2100 души по официални данни. Организаторите на събитието казват:
„София Прайд“ се провежда за девета поредна година и ще фокусира вниманието върху семейството и приятелите. Семейството и приятелите осигуряват на ЛГБТИ хората грижовна, приобщаваща и подкрепяща среда. Издигайки девиза „Родители, приятели, съюзници“, тазгодишният Прайд подкрепя толерантността между различните поколения и различните общности."
Успоредно с него се провежда и анти-гей шествието, където няколко десетки скинари с фашистко-националистически идеологии се събират по абсолютно същото време, когато започва и София Прайд.

За първа година също така църквата призовава за отнасяне с любов към хората с нетрадиционна сексуална ориентация, което може да се определи като революционна стъпка във взаимоотношенията на гей-обществото и БПЦ:
„Като се отнасяме с пастирска загриженост, отговорност и любов към хората с хомосексуални наклонности, както към всички чеда на Българската православна църква и целия български народ, решително се противопоставяме на опитите да се представи и наложи греховната тенденция като норма в нашето общество, като повод за гордост и пример за подражание“
Множество коментари относно парада биват отправяни поради това, че той се провежда на Черешова Задушница. Участниците обаче обясняват, че на Задушница също се почита смъртта на много ЛГБТ хора.

## Сигурност на участниците в София прайд
Първият гей парад в София през 2008 г. е нападнат от патриоти и националисти, които успяват да хвърлят по участниците коктейл Молотов. Българската полиция арестува 88 души, сред които лидерът на БНС Боян Расате.
Следващите гей паради протичат по-спокойно, но нито веднъж маршрутът на гей парада не е бил обявяван предварително, от съображения за сигурност. Гей парадите се охраняват от стотици полицаи и частни охранители, за които през 2011 г. са похарчени 4970,00 лв, заплатени от събрания с доброволни дарения бюджет. Сериозни инциденти, довели до тежки физически увреждания и инвалидност на участниците в София прайд, не са допускани, но всяка година без изключение на шествието има пребити при хомофобски нападения от омраза.
Ежегодно националистически и крайно-десни формации използват събитието за предизвикване на директен сблъсък, в това число и с органите на МВР. За сигурността на София прайд 2011 са предприети следните мерки:
| „ | Цялото трасе беше оградено с полицейски ленти и железни ограждения, а на всеки 5 метра имаше служител на реда. „Прайдът“ обаче беше охраняван от много полицаи от София и Пловдив, които на око изглеждаха приблизително също толкова на брой, колкото и участниците. Парадът се водеше от автомобили на жандармерията, в края му имаше над 10 полицейски коли. Малко преди 16.00ч. към началния пункт на „София прайд“ се насочват големи групи от хора. За да влезеш в специално ограденото място, първо е нужно да обясниш пред организатор мотивите си да се включиш. След това полицай стриктно преглежда багажа ти. Получаваш зелена гривна и нямаш право да преминаваш отвъд огражденията. Наоколо е спокойно, въпреки притесненията на организаторите за внезапни провокации от националисти и хомофоби. | “ |

Въпреки това, двама души на мотоциклети „Хонда“ и „Бета“ успяват да се врежат в шествието до подлеза на НДК. Полицаите залавят единия, който е задържан за изясняване на случая. Другият успява да избяга.
Петима от участниците в София прайд 2011 – Калоян Станев от Българския хелзинкски комитет, Димитър Димитров, и още трима активисти на младежката фондация „ЛГБТ Действие“, са нападнати в гръб с юмручни удари и ритници, малко след края на шествието, на излизане от магазин за хранителни стоки. След края на София прайд 2011 те си тръгнали организирано, без да показват ЛГБТ символи, като за по-голяма сигурност се движели по централните улици, където има охранителни камери и посолства, и са носили електрошок.
Полицията отвежда трима души в Първо и в Четвърто РПУ в София и съставя протоколи за полицейско предупреждение на други единадесет, във връзка със сигурността на София прайд 2011.
След петия гей-прайд 25-годишен участник е съборен на земята и бит с ритници в района на метростанция „Сердика“, нападателите успяват да избягат.

### Правила за безопасност наСофия прайд
За да се осигури безопасността на участниците в София прайд 2011, организаторите се обръщат към тях с молба:
- преди и след шествието да се движат на групи, без да показват аксесоари с дъгата;
- да дойдат на Моста на влюбените между 16:00 и 16:30 ч;
- да не провокират или отговарят на провокации от хора, извън шествието;
- да не напускат шествието преди неговия официален край;
- при най-малкия проблем, да се обръщат към доброволците с тениски с надпис „STAFF“.

Органите на реда няма да допускат в шествието лица, които носят със себе си:
- чадъри, без значение от дължината и механизма (разрешени са дъждобрани);
- взривоопасни материали и леснозапалими течности (включително дезодоранти);
- стъклени бутилки с обем над 50 мл и пластмасови такива с обем над 500 мл (капачките на бутилките ще бъдат отстранявани);
- огнестрелно оръжие, ножове, метални боксове, вериги и др.

## Обществена подкрепа за София прайд

### Чуждестранни посолства в България
Всички гей паради в България са били подкрепяни официално от редица чуждестранни посолства в страната. През годините София прайд е подкрепян от посолствата на Белгия, Бразилия, Великобритания, Германия, Дания, Испания, Италия, Норвегия, САЩ, Словения, Финландия, Франция, Холандия, Швейцария и Швеция в България.
В подкрепа за провеждането на София прайд 2011 американският посланик в България – Джеймс Уорлик, заявява:
| „ | Като посланик на Съединените американски щати в София бих искал да изразя личната си подкрепа и подкрепата на моята страна за всички, които ще участват на 18 юни в четвъртия ежегоден парад „Софийска гордост“. | “ |

### Институции, партии и организации
София прайд официално е подкрепян от:
- Амнести интернешънъл;
- Българска социалистическа младеж;
- Български хелзинкски комитет;
- Демократи за силна България;
- Дневник;[33]
- ПП „Зелените“;
- Икономедиа;[34]
- Капитал;[33]
- ЛевФем;[35]
- Организация на евреите в България „Шалом“;[36]
- Програмата;[34]
- Уолтопия[37]
- Gay-Straight Alliance на Американския университет в България;
- H&M;[38]
- Vice;[34]
- и др.[33]

### Обществени личности
София прайд официално е подкрепян от Антоанета Добрева-Нети, Галена, Деница от Мюзик айдъл 1, Деси Слава, Дара Екимова, Дара, Джеймс Уорлик, Лили Иванова, Мария Бакалова, Мария Илиева, Мартина Вачкова, Михаела Филева, Николай Атанасов, Николай Хаджигенов, Николета Лозанова, Орлин Павлов, Поли Генова, Преслава от Мюзик айдъл 3, Прея, Рут Колева, Сашка Васева, Светозар Христов, Софи Маринова, Христо Иванов, Цветелина Чендова, „Voice of Boys“ и др.
Георги Кадиев, общински съветник от БСП и кандидат за кмет на София изказва официалната си подкрепа за провеждането на София прайд 2011 и във връзка с предстоящите местни избори заявява:
| „ | Нямам нито желание, нито намерение да съм кмет на град, в който вилнеят ксено- и хомофобски настроения, в който омраза и агресия ни заливат заради цвят на кожа, религия, сексуална ориентация или принадлежност към малцинствена група. Искам да съм кмет на град с вибрираща свобода, тонус и настроение да живеем пълноценно и нормално, без да се страхуваме. | “ |

## Критика и протести срещу София прайд
България е държава с традиционно ниска толерантност към хомосексуалността. Според доклади на Европейската агенция за основни права (FRA), България е държавата с най-ниска търпимост към ЛГБТ-хората в целия Европейски съюз през 2009 и 2011  и 2019 година. Според официалните данни на Евробарометър за 2019 година, едва 20% от респондентите в България считат, че няма нищо нередно във връзката между двама души от един и същи пол, докато 71% са на обратното мнение. Само 16% считат, че трябва да бъдат разрешени еднополовите бракове, а 76% са против.

### Българска православна църква
Свети Синод призовава властите да забранят провеждането на гей парада, а гражданите и родителите – да не участват в него, и да не допускат децата им да бъдат свидетели на гей парада. По повод на петия гей-парад Светият Синод, духовенството и православни християни от БПЦ
| „ | умоляват родители, учители и възпитатели да не допускат своите чеда и възпитаници да участват, нито да стават свидетели на тази вредна демонстрация. | “ |

По повод на петия гей-парад ставрофорен свещеноиконом Евгений Янакиев от православния храм „Свети Димитър“ в Сливен заявява, че цялото българско общество трябва да се противопостави на неговото провеждане. За държавните служители, разрешили мероприятието, о. Евгений цитира думите на Иисус Христос „А който съблазни едного от тия малките, които вярват в Мене, за него е по-добре, ако му надянат воденичен камък на шията и го хвърлят в морето.“ (Марк. 9:42)
През 2016 г. Патриарх Неофит осъжда провеждането на поредния прайд, с думите:
„На 18 юни – Задушница, когато православните християни възпоменават паметта на своите починали близки... В централната част на столицата ни отново ще станем свидетели на открита, натрапвана пропаганда и публична демонстрация на хомосексуализма като начин на живот... Като се отнасяме с пастирска загриженост, отговорност и любов към хората с хомосексуални наклонности, както към всички чеда на Българската православна църква и целия български народ, решително се противопоставяме на опитите да се представи и наложи греховната тенденция като норма в нашето общество, като повод за гордост и пример за подражание. “

### Институции, партии и организации
СДС категорично се противопоставя на натрапчивата демонстрация на ЛГБТИ – общността в поредния прайд на 12 юни 2021 г. в София:
| „ | Тази общност има равни права с останалите български граждани и не е дискриминирана. Като дясна консервативна партия, ние ще отстояваме ценностите на нашия народ, завещани от предците ни. Ценности, според които традиционното българско семейство е от мъж и жена, които възпитават в здрава среда децата си. Не можем да мълчим, когато зад благовидни, уж образователни каузи, се посяга на психиката на невръстни деца, за да им се внуши, че няма нищо лошо да сменят пола си или да живеят в семейство с две майки или двама татковци. Не можем да мълчим, когато ЛГБТИ общността създава чувство за вина у останалите хора, че не признава правата им. Това категорично не е така! | “ |

Официални изказвания срещу провеждането на София прайд са правени от:
- Български национален съюз;[51]
- ВМРО - Българско национално движение;[52]
- ВМРО-НИЕ[53]
- Католическа църква в България;
- Националното сдружение на футболните привърженици;[54]
- Организация за обществена самозащита „ЕДНО“;[55]
- политическа партия „Атака“;
- политическа партия „Движение Гергьовден“;
- Сдружение „Обединени евангелски църкви“;
- Сдружение РОД Интернешънъл[56]
- СДС;
- СНЦ Вярност;[57]
- студенти от Богословския факултет на Софийския университет;
- и други.[58]

### Обществени личности
Официални изказвания срещу провеждането на София прайд са правени от Ангел Джамбазки, Боян Расате, Волен Сидеров, Красимир Каракачанов, Сергей Станишев, Стефан Софиянски и др.
На 6 септември 2010 г. Пловдивският митрополит Николай остро критикува проведения три месеца по-рано София прайд 2010 и с думите:
| „ | Задача на Църквата е, освен това, да насърчава тези, които се опълчват срещу злото и застават редом с нея в защита на извечните нравствени християнски ценности. | “ |

награждава кмета на Пазарджик Тодор Попов и прокурора от градската окръжна прокуратура Стефан Янев, с новосъздаденото отличие на Пловдивска епархия – ордена „Свети апостол Ерм“. Двата ордена са връчени за приемането и отстояването на чл. 14 от Наредбата за обществения ред в Пазарджик, който гласи: Забранява се публично демонстриране и изразяване на сексуална и друга ориентация на обществени места. По-късно този член е отменен от Административния съд в Пазарджик, след протести на българската ЛГБТ общност до Комисията за защита от дискриминация и до Омбудсмана на Република България, които постановяват, че чл. 14 дискриминира хората с нетрадиционна сексуална ориентация.